# Чувашский Сайман
Чувашский Сайман (чув. Чӑваш Саймал) — село в Николаевском районе Ульяновской области России. Входит в состав Поспеловского сельского поселения.

## География
Село находится в юго-западной части Ульяновской области, в лесостепной зоне, в пределах Приволжской возвышенности, на правом берегу реки Бекшанки, вблизи места впадения в неё реки Поспеловки, на расстоянии примерно 19 километров (по прямой) к северо-западу от Николаевки, административного центра района. Абсолютная высота — 152 метра над уровнем моря.
Климат
Климат характеризуется как умеренно континентальный, с тёплым летом и умеренно холодной зимой. Среднегодовая температура воздуха — 10 °С. Средняя температура воздуха самого тёплого месяца (июля) — 19,2 °C (абсолютный максимум — 41 °C); самого холодного (января) — −13,3 °C (абсолютный минимум — −48 °C). Продолжительность безморозного периода составляет в среднем 202 дня. Среднегодовое количество атмосферных осадков составляет 455—530 мм, из которых большая часть выпадает в период с апреля по сентябрь. Снежный покров образуется в конце ноября и держится в течение 128 дней.
Часовой пояс
Село Чувашский Сайман, как и вся Ульяновская область, находится в часовой зоне МСК+1. Смещение применяемого времени относительно UTC составляет +4:00.

## История
Основано между 1684 и 1686 годами, при строительстве Сызранской сторожевой черты, когда симбирскому воеводе Матвею Головину было поручено отмежевать служилым ясачным чувашам из деревни Ильмовый куст Симбирского уезда и служилым татарам из разных городов порожние земли по речкам Сызран, Бекшанка, Рызлейка, Малевка.
В 1780 году, при создании Симбирского наместничества, деревня Большой Сайман, крещёных татар, служилых татар, при речке Сайман, и здесь же деревня Сайман (ныне Чувашский Сайман), крещеных чуваш, помещичьих крестьян, вошла в состав Канадейского уезда.
С 1796 года — в Сызранском уезде Симбирской губернии.
В 1859 году село Сайман (Векеево) входило в состав 2-го стана Сызранского уезда Симбирской губернии, в котором было четыре магометанских мечетей.
В 1913 году в Большом Саймане (в Татарском и Чувашском Сайманах) было 985 дворов, 6348 жителей, 5 мечетей, школ-медресе — 6; волостное правление, общественная мельница.
В 1920-х годах село было разделено на Чувашский Сайман и Татарский Сайман.

## Население
| 2010 |
| ---- |
| 394  |

Число жителей: в 1897 г. — 4154 чел. (в т.ч. 845 чувашей); 1913 г. — 6348 (татары и чуваши); 1989 г. — 584; 2002 г. — 400 чел. (чуваши). 
Национальный состав
Согласно результатам переписи 2002 года, в национальной структуре населения чуваши составляли 57 % из 444 чел., татары — 26 %.

## Инфраструктура
Имеются школа, клуб, библиотека, медпункт, действуют чувашский фольклорный коллектив и детская театральная группа.